# Pokémon 12: Arceus en het Juweel des Levens
Arceus en het Juweel des Levens (Engelse titel: Arceus and the Jewel of Life) is de twaalfde animatiefilm uit de Pokémonreeks, geregisseerd door Kunihiko Yuyama. De originele Japanse titel luidt Arceus Chōkoku no Jikū, waarvan de Pokémon-naam naar de Amerikaanse situatie vertaald is.

## Plot
Duizenden jaren in het verleden kwam de legendarische Alfa Pokémon Arceus naar de Aarde om een "Juweel des Levens" te halen dat hij had uitgeleend aan een man genaamd Damos. Damos had Arceus echter verraden en viel met een groot leger van Pokémon aan. Na het doden van Damos in de tegenaanval, ging Arceus slapen, zwerend om alle mensen bij zijn eerstvolgende terugkeer op basis van Damos' handelingen te beoordelen.
Ash Ketchum en zijn vrienden komen in een prachtig land genaamd Michīna Town. Als ze besluiten om de beroemde ruïnes te bezoeken, wordt er vlak bij hen een ruimtepoort geopend die bijna Ash's Pikachu en Dawns Piplup opslokt. Sheena (die het vermogen heeft om te communiceren met het hart van een Pokémon) is een bewaker van de ruïnes van de stad. Ze roept Dialga op en die brengt Pikachu en Piplup weer veilig op de grond. Samen met haar partner Kevin legt ze uit dat de strijd tussen Dialga en Palkia werd veroorzaakt door de enorme energie rond het langzaam ontwaken van Arceus. Sheena legt verder uit dat haar voorouder Damos, Arceus had verraden en zijn Juweel des Levens had gestolen. Arceus keert binnenkort terug en Sheena heeft plannen om het Juweel des Levens terug te geven aan Arceus om de vergissing van haar voorouder recht te zetten.
Als Dialga boven het water hangt, verschijnt er onder hem een portaal, uit het portaal komt Giratina die nog steeds woedend is op Dialga voor het beschadigen van zijn wereld. Dialga maakt bijna geen kans en Sheena probeert om met Giratina's hart te communiceren. Giratina is echter vervuld van woede en het lukt Sheena niet. Dan rent Ash het water in om het gevecht te stoppen, als Ash hard roept ziet Giratina hem, dan pas kalmeert Giratina en herinnert hij zich Ash die hem geholpen heeft met het verslaan van Zero. Nu lukt het Sheena om in contact met Giratina's hart te komen, en ze legt uit dat hij Dialga verkeerd begrijpt. Dan keert Giratina terug naar zijn wereld.
Later wordt er een andere ruimtepoort veroorzaakt door Arceus die Dialga bijna opslokt. Het wordt te gevaarlijk voor Ash en zijn vrienden, ze besluiten weg te gaan. Dan verschijnt uit het niets Palkia om Dialga te helpen. Daarop eindigt het conflict tussen hen eens en voor altijd. Sheena bedankt beide Pokémon en ze gaan terug naar hun werelden.
Kort daarna ontwaakt Arceus en keert hij terug om zijn Oordeel (aanval) te geven. Als Arceus Michīna aan het vernietigen is, probeert Sheena hem het Juweel des Levens te geven. Hij kalmeert even, maar wordt dan nóg kwader wanneer hij beseft dat het Juweel dat Sheena bezit, nep is. Arceus gebruikt dan Draken Meteoor op Ash en de rest, Dialga en Palkia verschijnen om hen te beschermen. Als Arceus ziet dat Dialga en Palkia het voor de mensen opnemen wordt hij nog bozer, hij begint het gevecht met Dialga en Palkia. Palkia probeert terug te vechten, maar zijn aanvallen hebben geen effect door Arceus levens-platen. Dialga probeert hetzelfde maar ook zijn aanval haalt niets uit. Arceus valt opnieuw Dialga en Palkia aan. Ash laat Pikachu een bliksemstraal geven, dit heeft effect omdat Arceus zijn Bliksem-plaat kwijt is. Arceus wordt nog bozer en valt Ash en de rest weer aan, maar Giratina verschijnt uit Shadow-Force en houdt de aanval tegen. Ook Giratina valt aan, maar ook zijn aanvallen hebben geen resultaat. Palkia is in staat om Arceus lang genoeg bezig te houden, zodat Dialga iedereen behalve Kevin terug in de tijd kan sturen om het verleden te veranderen.
Ash, Brock, Dawn en Sheena arriveren in de middag, enkele uren voordat Damos Arceus verraadt. Sheena raakte in paniek toen ze besefte dat Dialga hen niet langer door de tijd kan sturen, en het werd nog erger toen een groep gewapende soldaten hen omringden. De man in de toga verschijnt met zijn Bronzong en gebruikt hypnose op iedereen, behalve Sheena. Ze probeert hem te waarschuwen voor wat er gaat gebeuren, dus hij geeft zijn bewakers een teken om de anderen weg te halen, terwijl hij Sheena ondervraagt.
Ondertussen in het heden, staat Arceus vóór in zijn strijd tegen het Drakentrio en verslaat hij Dialga.
Ash, Brock en Dawn worden in een gevangeniscel gegooid die bewaakt wordt door een oude man en al snel beseffen ze dat ze de ruimte delen met Damos, die nog steeds de controle over zichzelf heeft, in tegenstelling tot wat ze eerder hadden gezien. De eerste reactie van de groep naar hem is duidelijk negatief, wat hem aanstoot. Damos legt uit dat in het verleden, de wereld werd bedreigd met vernietiging door het effect van een gigantische meteoor, maar Arceus vernietigde die. Tijdens die gebeurtenis verloor Arceus de zestien platen die hem leven gaven en hij begon te sterven. Damos hielp ze vinden en hij genas Arceus. In ruil maakte Arceus vijf van de platen los om het Juweel des Levens te vormen, zodat Damos Michīna kon maken, voorheen een verwaarloosd stuk land.
Het zou worden teruggegeven op de datum van de volgende zonsverduistering, maar Damos beweert dat hij niet van plan is het Juweel terug te geven.
Na het horen dat ze werden gevangen door een man met een Bronzong, identificeert Damos hem als Marcus. Terugdenkend realiseert Brock zich dat Marcus en Bronzong aanwezig waren op de plaats van het verraad van Damos. Zijn theorie is dat Marcus het meesterbrein is en dat hij de controle over Damos had door middel van Bronzongs hypnose.
Ondertussen is Marcus met Sheena aan het dineren. Ze legt alles uit aan hem, dat Damos Arceus gaat verraden en de wereld in gevaar is, dus Marcus stemt in om haar te helpen hem tegen te houden.
Hij loopt dan naar een gebied dat verduisterd is door zijn Heatran en haalt stiekem het Juweel des Levens van zijn staf voordat hij Sheena de lege staf laat zien. Sheena, onwetend van Marcus' ware aard, gaat uit eigen wil met hem mee naar de tempel.
Net op het nippertje, verschijnt er een Stekel-oor Pichu, waarmee Damos eerder bevriend was door hetzelfde vermogen als Sheena en geeft hem de sleutels van de gevangeniscel, zodat ze kunnen ontsnappen.
Terug bij de tempel begint de zonsverduistering en Arceus komt aan. Sheena vertelt hem dat Damos niet komt en probeert het Juweel aan hem te geven, dus voor Marcus de kans heeft om aan te vallen op dezelfde manier als hoe hij Damos dwong. Groep Ash arriveert en Sheena komt in vrede met haar voorvader, terwijl Ash de echte schurk confronteert. Met zijn Monferno doet Ash pogingen om met Marcus te vechten, maar Heatran is veel te sterk en overheerst hen. In plaats daarvan probeert hij Marcus aan te vallen. Dat mislukt ook, maar Marcus laat het Juweel vallen. Het is bijna vernietigd, maar Ash slaagt erin het te herstellen.
Ondertussen verliest Arceus kracht door de aanval van Marcus, en begint hij te sterven doordat gesmolten zilver op hem gegoten is. Damos en Sheena combineren hun vaardigheden en zijn in staat om de harten van Marcus' Pokémon, die bestuurd worden door het schild dat ze dragen, aan te raken. Ash liet Pikachu de schilden op Bronzong en Heatran vernietigen met IJzer Staart. Dit bevrijdt hen, en zij vallen Marcus aan, terwijl de andere Pokémon de aanval proberen te stoppen. Marcus vertelt, dat zelfs als hij faalt, Arceus nog steeds zal sterven, en de toekomst waar Ash en zijn vrienden uit kwamen zal ophouden te bestaan, wat betekent dat zij ook niet meer zullen bestaan. Trouw aan zijn woord verdwijnt Pikachu al snel, en Ash begint te verdwijnen wanneer hij pogingen doet om het Juweel des Levens aan de bijna-dode Arceus te geven. Damos en Sheena, opnieuw hun krachten combinerend, weten de laatste vonk van leven in Arceus’ hart te bereiken, waardoor hij genoeg kracht krijgt om het Juweel te absorberen en volledig te herstellen. Met Marcus’ plan gedwarsboomd, laat Arceus Pikachu herleven, en hij laat groep Ash teruggaan naar hun juiste tijd.
Terug in het heden, blijkt dat dingen rustiger zijn geworden als gevolg van de veranderingen in het verleden. Maar dit is niet het geval – Arceus heeft Dialga, Palkia en Giratina volledig verslagen, en bereidt zich voor op zijn laatste Oordeel aanval om Michīna te vernietigen. Ash riep hem en smeekte hem om zich te herinneren dat alles goed is gegaan in het verleden. Vlak voordat de aanval begint, herinnert Arceus zich dat dit waar is en stopt zijn vernietiging. Nu alles eindelijk weer normaal is, geneest Arceus de drie draken en herstelt Michīna in goede staat, vervolgens wensen de vier goden, bij een definitief afscheid, Ash en zijn vrienden vaarwel en vertrekken ze naar hun respectievelijke werelden.

## Uitzendgegevens
In Nederland verscheen de film op 24 februari 2010 voor het eerst op de digitale tv-zender Disney XD.  De dvd-uitgave volgde op 19 september 2012 door Universal Pictures. Was in 2009 in Japanse bioscopen te zien.

## Nasynchronisatie
Sun Studio en SDI Media verzorgden de Nederlandse nasynchronisatie. Het is de derde film in deze reeks gedaan door deze studio, en tevens ook de vijfde in opdracht van The Pokémon Company (voorheen bekend als Pokémon USA, Inc.).

### Rolverdeling
| Personages en stemacteurs | Personages en stemacteurs | Personages en stemacteurs | Personages en stemacteurs |
| Personage                 | Nederlands                | Engels                    | Japans                    |
| ------------------------- | ------------------------- | ------------------------- | ------------------------- |
| Verteller                 | Jeroen Keers              | Rodger Parsons            | Unshō Ishizuka            |
|                           |                           |                           |                           |
| Ash                       | Christa Lips              | Sarah Natochenny          | Rica Matsumoto            |
| Dawn                      | Meghna Kumar              | Emily Bauer               | Megumi Toyoguchi          |
| Brock                     | Fred Meijer               | Bill Rogers               | Yūji Ueda                 |
|                           |                           |                           |                           |
| Pikachu                   | Ikue Ōtani                | Ikue Ōtani                | Ikue Ōtani                |
| Damos                     | Sander de Heer            | Dan Green                 | Masahiro Takashima        |
| Sheena                    | Donna Vrijhof             | Carrie Keranen            | Kii Kitano                |
| Kevin                     | Thijs van Aken            | Wayne Grayson             | Yūji Kishi                |
| Marcus                    | Ewout Eggink              | Jason Griffith            | Kōichi Yamadera           |
| Arceus                    | Finn Poncin               | Tom Wayland               | Akihiro Miwa              |
| Tapp                      | Rob van de Meeberg        | Bill Tost                 | Yuzuru Fujimoto           |
| Kato                      | Maikel Nieuwenhuis        | Tom Wayland               | Motoko Kumai              |
| Kiko                      | Pip Pellens               | Bella Hudson              | Kei Shindou               |
|                           |                           |                           |                           |
| Jessie                    | Hilde de Mildt            | Michele Knotz             | Megumi Hayashibara        |
| James                     | Paul Disbergen            | Jimmy Zoppi               | Shinichirō Miki           |
| Meowth                    | Bas Keijzer               | Jimmy Zoppi               | Inuko Inuyama             |

## Soundtrack
De Nederlandstalige titelsong Sta Sterk (Strijdkreet) werd ingezongen door Cindy Oudshoorn en is een bewerking van het oorspronkelijk Amerikaanse Battle Cry! (Stand Up). Het achtergrondkoor bestaat uit Edward Reekers en Han van Eijk. Eindleader Wij Maken Dromen Waar is ingezongen door Franky Rampen, Edward Reekers en Han van Eijk en een bewerking van het Amerikaanse origineel If We Only Learn. Beide geschreven en gecomponeerd door John Loeffler en David Wolfert. In reprise uit de vorige twee films zijn Wat Is De Wereld Toch Mooi (gezongen door Marcel Veenendaal) en Vergeten Zal Ik Je Niet (gezongen door Anneke Beukman).
De achtergrondmuziek is van de hand van Shinji Miyazaki.

## Dvd
| Titel          | Afleveringen                                                                                       | Verschijningsdatum | Talen             | Distributeur       |
| -------------- | -------------------------------------------------------------------------------------------------- | ------------------ | ----------------- | ------------------ |
| Pokémon Arceus | Arceus en het juweel des levens (film 12) speelduur: ca. 95 minuten verpakking: standaard-dvd-doos | 19 september 2012  | Nederlands Engels | Universal Pictures |